# Condado de Sinarcas
El condado de Sinarcas es un título nobiliario español creado el 12 de mayo de 1597 por el rey Felipe II a favor de Jaime Ceferino Ladrón de Pallás y Pons.
Su denominación hace referencia al municipio de Sinarcas, en la Comunidad Valenciana, España. Perteneciente a la provincia de Valencia, en la comarca de Requena-Utiel. 

## Condes de Sinarcas
|                        | Titular                                                      | Periodo                |
| Creadión por Felipe II | Creadión por Felipe II                                       | Creadión por Felipe II |
| ---------------------- | ------------------------------------------------------------ | ---------------------- |
| I                      | Jaime Ceferino Ladrón de Pallás y Pons                       | 1597-1617              |
| II                     | Juan Ladrón de Pallás y Ferrer                               | 1617-1637              |
| III                    | Gaspar Ladrón de Pallás y Velasco                            | 1637-1655              |
| IV                     | Mariana Bárbara Ladrón de Pallás y Silva                     | 1655-1668              |
| V                      | Lucrecia Ladrón de Pallás y Silva                            | 1668-1729              |
| VI                     | Ximen Pérez de Zapata de Calatayud                           | 1729-1743              |
| VII                    | Francisco Antonio Fernández de Híjar y Zapata de Calatayud   | 1743-1754              |
| VIII                   | María Agustina Zapata de Calatayud                           | 1754-1784              |
| IX                     | Juan Pablo de Azlor Aragón y Gurrea                          | 1784-1790              |
| X                      | José Antonio de Aragón Azlor y Pignatelli de Aragón          | 1790-1852              |
| XI                     | Manuel de Azlor de Aragón y Fernández de Córdoba             | después de 1858-1882   |
| XII                    | María de la Concepción Azlor de Aragón y Hurtado de Zaldívar | 1910-1969              |
| XIII                   | José Javier de Silva y Mendaro                               | 1971-2013              |
| XIV                    | Ana de Silva y Escrivá de Romaní                             | 2013-actual titular    |

## Historia de los condes de Sinarcas
- Jaime Ceferino Ladrón de Pallás y Pons (Valencia, ¿?-Real Monasterio de San Lorenzo de El Escorial, 6 de octubre de 1617[2]), I conde de Sinarcas,  VIII vizconde de Chelva,[2] señor de las baronías de Vilanova, Chelva, Ayora, Manzanera, Castalla, Onil, Tibi e Ibi y caballero de la Orden de Santiago.[3] Era hijo de Pedro Ladrón de Pallás y de Leonor Pons,[3] casados el 7 de febrero de 1577 en la iglesia de San Juan, Valencia.[4]  p. 153

Casó con Francisca Ferrer y Cardona, hija de Jaime Ferrer, señor de las baronías de Sot y Cuartell, y de Blanca de Cardona. Le sucedió su hijo:
- Juan Ladrón de Pallás y Ferrer (m. 1 de mayo de 1637[2]), II conde de Sinarcas,[5] IX vizconde de Villanova,[2] X vizconde de Chelva y caballero de la Orden de Santiago.[5]

Casó con Mariana de Velasco e Ibarra, hija de Francisco Velasco de Mendoza e Ircio (1566-1608) y de Mariana Isabel de Ibarra y Velasco. Le sucedió su hijo:
- Gaspar Ladrón de Pallás y Velasco (m. 1655), III conde de Sinarcas,[5] XI vizconde de Villanova, XI vizconde de Chelva, caballero de la Orden de Santiago[5] y barón de Sot de Ferrer y Quart.[2]

Casó, en 1644, siendo su primer marido, con María de Silva Mendoza y Corella, hija de los II marqueses de Orani, quien volvió a casar, el 17 de julio de 1658, con Fernando Manuel de Aragón de Gurrea y Borja, VIII duque de Villaherosa. Le sucedió su hija:
- Mariana Bárbara Ladrón de Pallas y Silva (n. en 1650), IV condesa de Sinarcas,[5] XII vizcondesa de Chelva[2] y XII vizcondesa de Villanova.[5]

Casó en primeras nupcias, en Madrid (Real Capilla) el 12 de diciembre de 1666 con Juan Guillén de Urrea Palafox y Cardona, hijo primogénio del marqués de Ariza. Contrajo un segundo matrimonio con Antonio Francisco Pujades de Borja Coloma y Calvillo, III conde de Anna. Sin descendientes de sus matrimonios, le sucedió su hermana:
- Lucrecia Ladrón de Pallás y Silva (1 de mayo de 1664-1729), V condesa de Sinarcas,[2][5] señora de la baronía y II marquesa de Sot[2] y camarera mayor de la reina Mariana de Austria.[5]

Casó, el 19 de abril de 1674, con Miguel de Noronha y Silva, I duque de Linares. Sin descendientes.
- Ximen Pérez Zapata de Calatayud (Valencia, ¿?-18 de diciembre de 1743), VI conde de Sinarcas,[10] V conde del Real,[11] IV conde de Villamonte y  vizconde de Chelva.

Casó, en Madrid (San Ginés) el 15 de agosto de 1699, con Francisca Fernández de Híjar (m. 1704), hija de Pedro Luis Fernández de Híjar, IX duque de Lécera y XIV conde de Belchite, y de Cecilia de Navarro Rocafull y Toralto de Aragón (m. 1691). Casó en segundas nupcias, el 11 de julio de 1712, con Inés María Ferrer de Próxita y Calatayud, su sobrina. Le sucedió, de su primer matrimonio:
- Francisco Antonio Fernández de Híjar y Zapata de Calatayud (m. 27 de mayo de 1754), VII conde de Sinarcas,[10] VI conde del Real,[11] XI duque de Lécera, XVI conde de Belchite, IV marqués de Cábrega, IV duque de la Palata, IV príncipe de Massalubrense, XV vizconde de Chelva, XV vizconde de Villanova y caballero de la Orden de Montesa.[10]

Contrajo un primer matrimonio, en 21 de noviembre de 1735, con Joaquina Fernández de Heredia y Eguaras. Casó en segundas nupcias, en 6 de enero de 1753, Joaquina Fernández de Heredia y Calatayud, VI marquesa de Bárboles. Sin descendientes, le sucedió su hermana:
- María Agustina Zapata de Calatayud (m. 21 de mayo de 1784), VIII condesa de Sinarcas,[10] V duquesa de Palata,[13] V marquesa de Cábrega,[10] VII condesa del Real,[11] V princesa de Massalubrense, VI vizcondesa de Chelva y XVI vizcondesa de Villanova.[10]

Casó, en Valencia, el 17 de abril de 1733, con Jaime Miguel de Guzmán y Spínola, VI conde de Pezuela de las Torres y II marqués de la Mina. Sin descendencia, le sucedió su sobrino, hijo de su hermana Inés Zapata de Calatayud y Fernández de Híjar que había casado con Juan José de Azlor y Urríes, III conde de Guara:
- Juan Pablo Azlor de Aragón (antes Juan Pablo Azlor Zapata de Calatayud), (Pedrola, 24 de enero de 1730-Madrid, 18 de septiembre de 1790), IX conde de Sinarcas,[2][14] VI marqués de Cábrega,[14] VIII conde del Real,[11] XI duque de Villahermosa,[15] VI duque de Palata,[13] VI príncipe de Massalubrense, VIII conde de Luna, IV conde de Guara,  XIII vizconde de Chelva,[2] XVII vizconde de Villanova,[14] caballero de la Orden del Toisón de Oro (1789), embajador, literato, miembro de la Real Academia Española y coleccionista.[16]

Casó, el 1 de junio de 1769, con María Manuela Pignatelli de Aragón y Gonzaga, hija de Joaquín Atanasio Pignatelli de Aragón, V marqués de Mora, V marqués de Coscojuela de Fantova, XVI conde de Fuentes y VIII conde de Castillo de Centellas, y de María Luisa Gonzaga y Caracciolo, II duquesa de Solferino. La marquesa consorte fue la promotora de la construcción del palacio de Villahermosa. Le sucedió su hijo:
- José Antonio de Azlor de Aragón y Pignatelli de Aragón (Madrid, 21 de octubre de 1785-Madrid, 2 de mayo de 1852), X conde de Sinarcas,[17] VIII marqués de Cábrega,[17] X conde del Real,[11] XIII duque de Villahermosa,[15] VIII duque de Palata,[13] VII príncipe de Massalubrense, X conde de Luna, VI conde de Guara, XVIII vizconde de Chelva, XVIII vizconde de Villanova,[17] I conde de Moita, en Portugal (1825), diplomático, maestrante de Zaragoza, caballero de la Orden del Toisón de Oro, Gran Cruz de la Orden de Carlos III y embajador en Portugal.[18]

Casó, el 14 de septiembre de 1814, con María del Carmen Fernández de Córdoba y Pacheco, hija de Manuel Antonio Fernández de Córdoba y Pimentel, X marqués de Povar, IX marqués de Malpica, VIII marqués de Mancera, VIII conde de Gondomar y VII marqués de Montalbo, y de María del Carmen Pacheco y Téllez-Girón, V duquesa de Arión. Su hijo primogénito, Marcelino Pedro Azlor de Aragón y Fernández de Córdoba, renunció a los títulos del condado de Sinarcas y el vizcondado de Villanueva. El título se encontraba aún vacante en 1858. Le sucedió su hijo menor:
- Manuel de Azlor de Aragón y Fernández de Córdoba (1824-1882), XI conde de Sinarcas,[17] XIX vizconde de Villanova y XIX vizconde de Chelva.[17] Le sucedió su sobrina nieta:[20][a]

- María de la Concepción Azlor de Aragón y Hurtado de Zaldívar (Zarauz, 28 de agosto de 1878-Madrid, 11 de diciembre de 1969), XII condesa de Sinarcas,[20][21] XVI vizcondesa de Villanova y dama de la Reina Victoria Eugenia de Battenberg y dama noble de la Orden de las Damas Nobles de la reina María Luisa. Era hija de Francisco Javier de Azlor de Aragón e Idiáquez y de su esposa Isbel María Hurtado de Zaldívar y Heredia.

Casó con Luis María de Silva y Carvajal (1876-1935), VII duque de Miranda, IV conde de la Unión, jefe superior del palacio del rey Alfonso XIII, hijo de Álvaro de Silva Bazán y Fernández de Córdoba,  XII marqués de Santa Cruz, XIII marqués del Viso y de María Luisa de Carvajal Vargas y Dávalos, IV duquesa de San Carlos. Le sucedió su nieto, hijo de Luis de Silva y Azlor de Aragón (1912-1999), VIII duque de Miranda y XXII vizconde de Villanova que casó con María Fernanda Mendaro y Diosdado, XIII marquesa de Angulo, hija de José Santiago Mendaro y de la Rocha V marqués de Casa Mendaro:
- José Javier de Silva y Mendaro (n. Sevilla, 16 de mayo de 1946), XIII conde de Sinarcas,[22][21] IX duque de Miranda, XIV marqués de Angulo, VI conde de la Unión y VII marqués del Buen Suceso.[21]

Casó, el 31 de mayo de 1974, con María del Perpetuo Socorro Escrivá de Romaní y Mora, hija de Ildefonso Escrivá de Romaní y Patiño X marqués de Aguilar de Ebro y XVII conde de Sástago, y de María de las Nieves de Mora y Aragón, hermana de Fabiola de Mora y Aragón reina consorte de los belgas, ambas hijas del IV marqués de Casa Riera. En 2013, le sucedió su hija, por distribución:
- Ana de Silva y Escrivá de Romaní (n. 30 de junio de 1978), XIV condesa de Sinarcas.[23]